# نيون سوليون (سيرري)
نيون سوليون (Νέον Σούλιον) هي مدينة في سيرري في مقاطعة فوريا إلادا في اليونان.